# Silvia E. Pavan
Silvia Eliza D’Oliveira Pavan (* im 20. Jahrhundert) ist eine brasilianische Mammalogin.

## Leben
Pavan studierte ab 2003 Biowissenschaften an der Universidade Federal do Espírito Santo, wo sie im Jahr 2006 unter der Leitung von Yuri L. R. Leite mit der Prüfschrift Sistemática dos roedores do gênero Juliomys (Rodentia, Cricetidae) den Bachelor-Abschluss erwarb. 2009 graduierte sie mit der Schrift Diversidade de espécies no complexo Monodelphis brevicaudata (Didelphimorphia: Didelphidae), inferida por dados moleculares e morfológicos unter der Leitung von Rogério Vieira Rossi an der Universidade Federal do Pará und dem Museu Paraense Emílio Goeldi zum Master in Zoologie. Von 2009 bis 2010 war sie Stipendiatin des Conselho Nacional de Desenvolvimento Científico e Tecnológico beim Projekt Amazônia: Clima, Biodiversidade e Uso da Terra. 2014 erhielt sie einen zweiten Masterabschluss an der City University of New York mit der Prüfschrift Phylogeny, Systematics and Biogeography of short-tailed opossums (Didelphidae: Monodelphis). 2016 wurde sie unter der Leitung von Robert S. Voss mit der Dissertation Phylogeny, Systematics and Biogeography of short-tailed opossums (Didelphidae: Monodelphis) zum Ph.D. an der City University of New York promoviert. 2017 forschte sie als Stipendiatin des vom Ministerium für Wissenschaft, Technologie und Innovation entwickelten Programms zum Aufbau institutioneller Kapazitäten am Museu Paraense Emílio Goeldi. Während ihrer Postdoc-Phase war sie von 2017 bis 2018 Mitarbeiterin am National Museum of Natural History und am Center for Conservation Genomics der Smithsonian Institution. Seit 2020 ist sie wissenschaftliche Mitarbeiterin am Museu Paraense Emílio Goeldi.
Pavans Forschungsprojekte umfassen die Systematik (mit integrierter Nutzung molekularer und morphologischer Daten), die Phylogenie, die Evolution sowie die Biogeographie neotropischer Beuteltiere und Nagetiere.
Pavan war an der Erstbeschreibung der Arten Monodelphis arlindoi, Monodelphis saci, Monodelphis pinocchio, Monodelphis vossi und Juliomys ossitenius beteiligt.